# Final de la Liga de Campeones de la UEFA 2024-25
La Final de la Liga de Campeones de la UEFA 2024-25 fue la 70ª final del principal torneo europeo de clubes de fútbol organizado por la UEFA, y la 33ª desde que se cambió el nombre de Copa de Europa a Campeonato de Europa. Se jugó en el Allianz Arena de Múnich, Alemania, el 31 de mayo de 2025. Esta fue la primera final de la Liga de Campeones de la UEFA jugada bajo el nuevo formato del sistema suizo. El campeón fue el Paris Saint-Germain francés que venció por un marcador de 5–0 sobre el Inter de Milán italiano, con anotaciones del lateral marroquí Achraf Hakimi, del joven Désiré Doué por duplicado, el georgiano Khvicha Kvaratskhelia y del juvenil Senny Mayulu. Esta victoria significó la primera Liga de Campeones para el conjunto parisino y también se convirtió en la final con mayor margen de diferencia, cinco goles.
Gracias a esta victoria, el Paris Saint-Germain obtuvo el derecho a jugar la Supercopa de la UEFA 2025 contra el ganador de la Liga Europa de la UEFA 2024-25, el Tottenham Hotspur, además de que obtuvo la clasificación a la Copa Intercontinental de la FIFA 2025.

## Finalistas
En negrita, las finales ganadas.
| Equipos             | Finales jugadas anteriormente | Finales jugadas anteriormente                         |
| ------------------- | ----------------------------- | ----------------------------------------------------- |
| París Saint-Germain | 1 (0)                         | 2019-20                                               |
| Inter de Milán      | 6 (3)                         | 1963-64, 1964-65, 1966-67, 1971-72, 2009-10 y 2022-23 |

## Sede de la final
Esta fue la segunda final de la UEFA Champions League organizada en el Allianz Arena; la primera se llevó a cabo en 2012. En general, fue la quinta final de la Copa de Europa que se celebre en Múnich, con las finales de 1979, 1993 y 1997 en el Olympiastadion. La final también será la novena que se celebre en Alemania, ya que también se disputó en Stuttgart en 1959 y 1988, Gelsenkirchen en 2004 y Berlín en 2015, igualando el récord de nueve finales de Copa de Europa celebradas en Italia e Inglaterra. El Allianz Arena fue sede de partidos de la Copa Mundial de la FIFA 2006 y fue elegido como sede de la Eurocopa 2020 y Eurocopa 2024.
| Alemania                     |               |               |               |
| Ciudad                       | Estadio       |               |               |
| Múnich                       | Allianz Arena | Allianz Arena | Allianz Arena |
|                              |               |               |               |
| 70 000 espectadores          |               |               |               |
| Final Liga de Campeones 2025 |               |               |               |

### Selección de anfitrión
El 16 de julio de 2021, el Comité Ejecutivo de la UEFA anunció que el Estadio Olímpico Atatürk de Estambul albergaría la final de la Liga de Campeones de la UEFA de 2023 en lugar de Múnich. Esto se debió al hecho de que Estambul tuvo dos veces la final de la Liga de Campeones destinada a su ciudad reubicada debido a la pandemia de COVID-19. Originalmente planeado como anfitriones para la final de 2020, el partido se trasladó a Lisboa y los anfitriones de la final retrocedieron un año, y Estambul se adjudicó la final de 2021. Sin embargo, semanas antes de la final, el partido de 2021 se trasladó a Oporto debido a restricciones de viaje.
Múnich, originalmente fue seleccionada para albergar la final de 2022 por el Comité Ejecutivo de la UEFA durante su reunión en Liubliana, Eslovenia, el 24 de septiembre de 2019, se planeó más tarde para albergar la final de 2023 tras el cambio de los anfitriones de la final. Sin embargo, la ciudad se adjudicó la final de 2025 después de ser eliminada de 2023 por Estambul.

## Miscelánea

### Presentación del logo de la Final y Ceremonia de Apertura

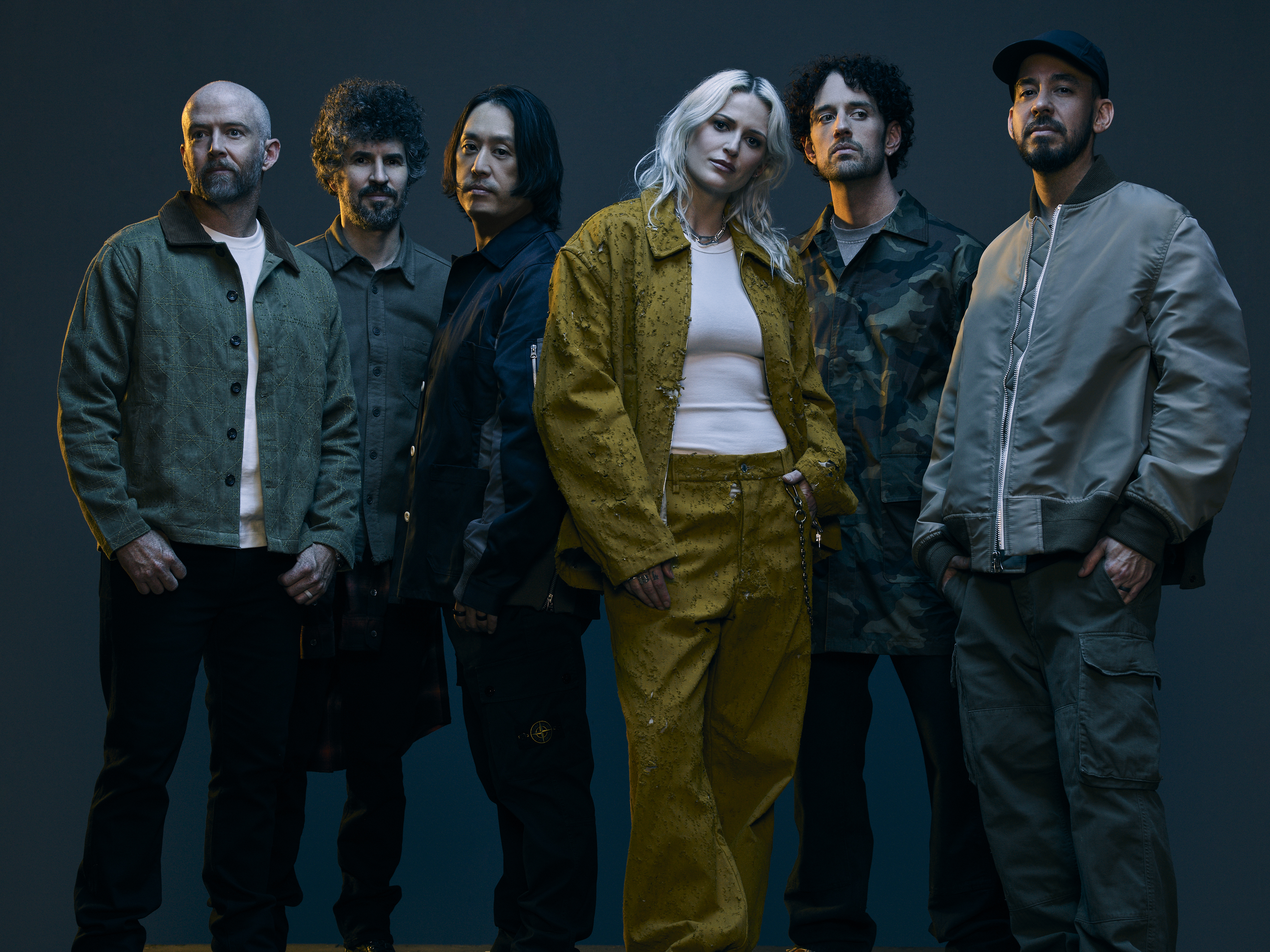
Linkin Park, los artistas que encabezarán la ceremonia de apertura de la final.

La identidad visual de la final de la UEFA Champions League 2025 se presentó el 28 de enero de 2025. El 16 de abril de 2025, la banda de rock estadounidense Linkin Park fue elegido por la UEFA , como el artista principal de la ceremonia de apertura.
El 26 de mayo, se anunció que el violinista alemán David Garrett tocaría una versión reorganizada de Seven Nation Army de los White Stripes en la presentación de trofeos antes de la entrada de los equipos.

## Partidos de clasificación para la Final
| Pos. | Equipo              | Pts. | PJ | PG | PE | PP | GF | GC | Dif |
| ---- | ------------------- | ---- | -- | -- | -- | -- | -- | -- | --- |
| 13.  | Milan               | 15   | 8  | 5  | 0  | 3  | 14 | 11 | 3   |
| 14.  | PSV Eindhoven       | 14   | 8  | 4  | 2  | 2  | 16 | 12 | 4   |
| 15.  | París Saint-Germain | 13   | 8  | 4  | 1  | 3  | 14 | 9  | 5   |
| 16.  | Benfica             | 13   | 8  | 4  | 1  | 3  | 16 | 12 | 4   |
| 17.  | Mónaco              | 13   | 8  | 4  | 1  | 3  | 13 | 13 | 0   |

| Pos. | Equipo             | Pts. | PJ | PG | PE | PP | GF | GC | Dif |
| ---- | ------------------ | ---- | -- | -- | -- | -- | -- | -- | --- |
| 2.   | Barcelona          | 19   | 8  | 6  | 1  | 1  | 28 | 13 | 15  |
| 3.   | Arsenal            | 19   | 8  | 6  | 1  | 1  | 16 | 3  | 13  |
| 4.   | Inter de Milán     | 19   | 8  | 6  | 1  | 1  | 11 | 1  | 10  |
| 5.   | Atlético de Madrid | 18   | 8  | 6  | 0  | 2  | 20 | 12 | 8   |
| 6.   | Bayer Leverkusen   | 16   | 8  | 5  | 1  | 2  | 15 | 7  | 8   |

## Partido
El equipo «local» (a efectos administrativos) se determinará mediante un sorteo adicional que se realizará después de los sorteos de cuartos de final y semifinales.

### Ficha
| 1     | POR   | Gianluigi Donnarumma  |     |
| 2     | DEF   | Achraf Hakimi         |     |
| 5     | DEF   | Marquinhos            |     |
| 51    | DEF   | Willian Pacho         |     |
| 25    | DEF   | Nuno Mendes           | 78' |
| 87    | MED   | João Neves            | 84' |
| 17    | MED   | Vitinha               |     |
| 8     | MED   | Fabián Ruiz           | 84' |
| 14    | DEL   | Désiré Doué           | 66' |
| 10    | DEL   | Ousmane Dembélé       |     |
| 7     | DEL   | Khvicha Kvaratskhelia | 84' |
| D. T. | D. T. | Luis Enrique          |     |

| 1     | POR   | Yann Sommer        |     |
| 28    | DEF   | Benjamin Pavard    | 54' |
| 15    | DEF   | Francesco Acerbi   |     |
| 95    | DEF   | Alessandro Bastoni |     |
| 2     | MED   | Denzel Dumfries    |     |
| 23    | MED   | Nicolò Barella     |     |
| 20    | MED   | Hakan Çalhanoğlu   | 70' |
| 22    | MED   | Henrikh Mkhitaryan | 62' |
| 32    | MED   | Federico Dimarco   | 54' |
| 9     | DEL   | Marcus Thuram      |     |
| 10    | DEL   | Lautaro Martínez   |     |
| D. T. | D. T. | Simone Inzaghi     |     |

| 29 | Delantero      | Bradley Barcola    | 66' |
| 21 | Defensa        | Lucas Hernández    | 78' |
| 24 | Centrocampista | Senny Mayulu       | 84' |
| 33 | Centrocampista | Warren Zaïre-Emery | 84' |
| 9  | Delantero      | Gonçalo Ramos      | 84' |

| 31 | Defensa        | Yann Bisseck     | 54' 62'' |
| 59 | Centrocampista | Nicola Zalewski  | 54'      |
| 30 | Defensa        | Carlos Augusto   | 62'      |
| 36 | Defensa        | Matteo Darmian   | 62'      |
| 21 | Centrocampista | Kristjan Asllani | 70'      |

| 12' · 20' · 63' · 73' · 87' | Achraf Hakimi Désiré Doué Khvicha Kvaratskhelia Senny Mayulu | 1:0 2:0 3:0 4:0 5:0 |

| 65' · 90' | Désiré Doué Achraf Hakimi |

| 56' · 58' · 69' · 71' | Nicola Zalewski Simone Inzaghi Marcus Thuram Francesco Acerbi |

| Principal  | István Kovács   |
| Asistentes | Mihai Marica    |
|            | Ferencz Tunyogi |
| Cuarto     | João Pinheiro   |
| Quinto     | Bruno Jesús     |

| VAR            | Dennis Higler  |
| Asistentes VAR | Catalin Popa   |
|                | Pol van Boekel |

|                    |     |     |
| Tiros              | 23  | 8   |
| Tiros a puerta     | 8   | 2   |
| Faltas             | 13  | 7   |
| Saques de esquina  | 4   | 6   |
| Fueras de juego    | 0   | 5   |
| Posesión del balón | 59% | 41% |

| Alineación inicial |

| 1     | POR   | Gianluigi Donnarumma  |     |
| 2     | DEF   | Achraf Hakimi         |     |
| 5     | DEF   | Marquinhos            |     |
| 51    | DEF   | Willian Pacho         |     |
| 25    | DEF   | Nuno Mendes           | 78' |
| 87    | MED   | João Neves            | 84' |
| 17    | MED   | Vitinha               |     |
| 8     | MED   | Fabián Ruiz           | 84' |
| 14    | DEL   | Désiré Doué           | 66' |
| 10    | DEL   | Ousmane Dembélé       |     |
| 7     | DEL   | Khvicha Kvaratskhelia | 84' |
| D. T. | D. T. | Luis Enrique          |     |

| 1     | POR   | Yann Sommer        |     |
| 28    | DEF   | Benjamin Pavard    | 54' |
| 15    | DEF   | Francesco Acerbi   |     |
| 95    | DEF   | Alessandro Bastoni |     |
| 2     | MED   | Denzel Dumfries    |     |
| 23    | MED   | Nicolò Barella     |     |
| 20    | MED   | Hakan Çalhanoğlu   | 70' |
| 22    | MED   | Henrikh Mkhitaryan | 62' |
| 32    | MED   | Federico Dimarco   | 54' |
| 9     | DEL   | Marcus Thuram      |     |
| 10    | DEL   | Lautaro Martínez   |     |
| D. T. | D. T. | Simone Inzaghi     |     |

| 29 | Delantero      | Bradley Barcola    | 66' |
| 21 | Defensa        | Lucas Hernández    | 78' |
| 24 | Centrocampista | Senny Mayulu       | 84' |
| 33 | Centrocampista | Warren Zaïre-Emery | 84' |
| 9  | Delantero      | Gonçalo Ramos      | 84' |

| 31 | Defensa        | Yann Bisseck     | 54' 62'' |
| 59 | Centrocampista | Nicola Zalewski  | 54'      |
| 30 | Defensa        | Carlos Augusto   | 62'      |
| 36 | Defensa        | Matteo Darmian   | 62'      |
| 21 | Centrocampista | Kristjan Asllani | 70'      |

| 12' · 20' · 63' · 73' · 87' | Achraf Hakimi Désiré Doué Khvicha Kvaratskhelia Senny Mayulu | 1:0 2:0 3:0 4:0 5:0 |

| 65' · 90' | Désiré Doué Achraf Hakimi |

| 56' · 58' · 69' · 71' | Nicola Zalewski Simone Inzaghi Marcus Thuram Francesco Acerbi |

| Principal  | István Kovács   |
| Asistentes | Mihai Marica    |
|            | Ferencz Tunyogi |
| Cuarto     | João Pinheiro   |
| Quinto     | Bruno Jesús     |

| VAR            | Dennis Higler  |
| Asistentes VAR | Catalin Popa   |
|                | Pol van Boekel |

|                    |     |     |
| Tiros              | 23  | 8   |
| Tiros a puerta     | 8   | 2   |
| Faltas             | 13  | 7   |
| Saques de esquina  | 4   | 6   |
| Fueras de juego    | 0   | 5   |
| Posesión del balón | 59% | 41% |

| Alineación inicial |

| 1     | POR   | Gianluigi Donnarumma  |     |
| 2     | DEF   | Achraf Hakimi         |     |
| 5     | DEF   | Marquinhos            |     |
| 51    | DEF   | Willian Pacho         |     |
| 25    | DEF   | Nuno Mendes           | 78' |
| 87    | MED   | João Neves            | 84' |
| 17    | MED   | Vitinha               |     |
| 8     | MED   | Fabián Ruiz           | 84' |
| 14    | DEL   | Désiré Doué           | 66' |
| 10    | DEL   | Ousmane Dembélé       |     |
| 7     | DEL   | Khvicha Kvaratskhelia | 84' |
| D. T. | D. T. | Luis Enrique          |     |

| 1     | POR   | Yann Sommer        |     |
| 28    | DEF   | Benjamin Pavard    | 54' |
| 15    | DEF   | Francesco Acerbi   |     |
| 95    | DEF   | Alessandro Bastoni |     |
| 2     | MED   | Denzel Dumfries    |     |
| 23    | MED   | Nicolò Barella     |     |
| 20    | MED   | Hakan Çalhanoğlu   | 70' |
| 22    | MED   | Henrikh Mkhitaryan | 62' |
| 32    | MED   | Federico Dimarco   | 54' |
| 9     | DEL   | Marcus Thuram      |     |
| 10    | DEL   | Lautaro Martínez   |     |
| D. T. | D. T. | Simone Inzaghi     |     |

| 29 | Delantero      | Bradley Barcola    | 66' |
| 21 | Defensa        | Lucas Hernández    | 78' |
| 24 | Centrocampista | Senny Mayulu       | 84' |
| 33 | Centrocampista | Warren Zaïre-Emery | 84' |
| 9  | Delantero      | Gonçalo Ramos      | 84' |

| 31 | Defensa        | Yann Bisseck     | 54' 62'' |
| 59 | Centrocampista | Nicola Zalewski  | 54'      |
| 30 | Defensa        | Carlos Augusto   | 62'      |
| 36 | Defensa        | Matteo Darmian   | 62'      |
| 21 | Centrocampista | Kristjan Asllani | 70'      |

| 12' · 20' · 63' · 73' · 87' | Achraf Hakimi Désiré Doué Khvicha Kvaratskhelia Senny Mayulu | 1:0 2:0 3:0 4:0 5:0 |

| 65' · 90' | Désiré Doué Achraf Hakimi |

| 56' · 58' · 69' · 71' | Nicola Zalewski Simone Inzaghi Marcus Thuram Francesco Acerbi |

| Principal  | István Kovács   |
| Asistentes | Mihai Marica    |
|            | Ferencz Tunyogi |
| Cuarto     | João Pinheiro   |
| Quinto     | Bruno Jesús     |

| VAR            | Dennis Higler  |
| Asistentes VAR | Catalin Popa   |
|                | Pol van Boekel |

|                    |     |     |
| Tiros              | 23  | 8   |
| Tiros a puerta     | 8   | 2   |
| Faltas             | 13  | 7   |
| Saques de esquina  | 4   | 6   |
| Fueras de juego    | 0   | 5   |
| Posesión del balón | 59% | 41% |

| Alineación inicial |

| 1     | POR   | Gianluigi Donnarumma  |     |
| 2     | DEF   | Achraf Hakimi         |     |
| 5     | DEF   | Marquinhos            |     |
| 51    | DEF   | Willian Pacho         |     |
| 25    | DEF   | Nuno Mendes           | 78' |
| 87    | MED   | João Neves            | 84' |
| 17    | MED   | Vitinha               |     |
| 8     | MED   | Fabián Ruiz           | 84' |
| 14    | DEL   | Désiré Doué           | 66' |
| 10    | DEL   | Ousmane Dembélé       |     |
| 7     | DEL   | Khvicha Kvaratskhelia | 84' |
| D. T. | D. T. | Luis Enrique          |     |

| 1     | POR   | Yann Sommer        |     |
| 28    | DEF   | Benjamin Pavard    | 54' |
| 15    | DEF   | Francesco Acerbi   |     |
| 95    | DEF   | Alessandro Bastoni |     |
| 2     | MED   | Denzel Dumfries    |     |
| 23    | MED   | Nicolò Barella     |     |
| 20    | MED   | Hakan Çalhanoğlu   | 70' |
| 22    | MED   | Henrikh Mkhitaryan | 62' |
| 32    | MED   | Federico Dimarco   | 54' |
| 9     | DEL   | Marcus Thuram      |     |
| 10    | DEL   | Lautaro Martínez   |     |
| D. T. | D. T. | Simone Inzaghi     |     |

| 29 | Delantero      | Bradley Barcola    | 66' |
| 21 | Defensa        | Lucas Hernández    | 78' |
| 24 | Centrocampista | Senny Mayulu       | 84' |
| 33 | Centrocampista | Warren Zaïre-Emery | 84' |
| 9  | Delantero      | Gonçalo Ramos      | 84' |

| 31 | Defensa        | Yann Bisseck     | 54' 62'' |
| 59 | Centrocampista | Nicola Zalewski  | 54'      |
| 30 | Defensa        | Carlos Augusto   | 62'      |
| 36 | Defensa        | Matteo Darmian   | 62'      |
| 21 | Centrocampista | Kristjan Asllani | 70'      |

| 12' · 20' · 63' · 73' · 87' | Achraf Hakimi Désiré Doué Khvicha Kvaratskhelia Senny Mayulu | 1:0 2:0 3:0 4:0 5:0 |

| 65' · 90' | Désiré Doué Achraf Hakimi |

| 56' · 58' · 69' · 71' | Nicola Zalewski Simone Inzaghi Marcus Thuram Francesco Acerbi |

| Principal  | István Kovács   |
| Asistentes | Mihai Marica    |
|            | Ferencz Tunyogi |
| Cuarto     | João Pinheiro   |
| Quinto     | Bruno Jesús     |

| VAR            | Dennis Higler  |
| Asistentes VAR | Catalin Popa   |
|                | Pol van Boekel |

|                    |     |     |
| Tiros              | 23  | 8   |
| Tiros a puerta     | 8   | 2   |
| Faltas             | 13  | 7   |
| Saques de esquina  | 4   | 6   |
| Fueras de juego    | 0   | 5   |
| Posesión del balón | 59% | 41% |

| Alineación inicial |

|                                         |
| Bandera de Francia                      |
| Campeón París Saint-Germain 1.er título |